# 艾泽勒
艾泽勒（法語：Aizelles，法語發音：[ezɛl]）是法国上法蘭西大區埃纳省的一个市镇，属于拉昂区。

## 地理
艾泽勒（49°29'23"N, 3°48'41"E）面积4.88 平方千米，位于法国上法蘭西大區埃纳省，该省份为法国北部内陆省份，北起北部省，西接索姆省和瓦兹省，东临阿登省和马恩省，西南至塞纳-马恩省，东北部与比利时接壤。
与艾泽勒接壤的市镇（或旧市镇、城区）包括：欧比尼昂洛努瓦、贝里约、科尔伯尼、圣托马。

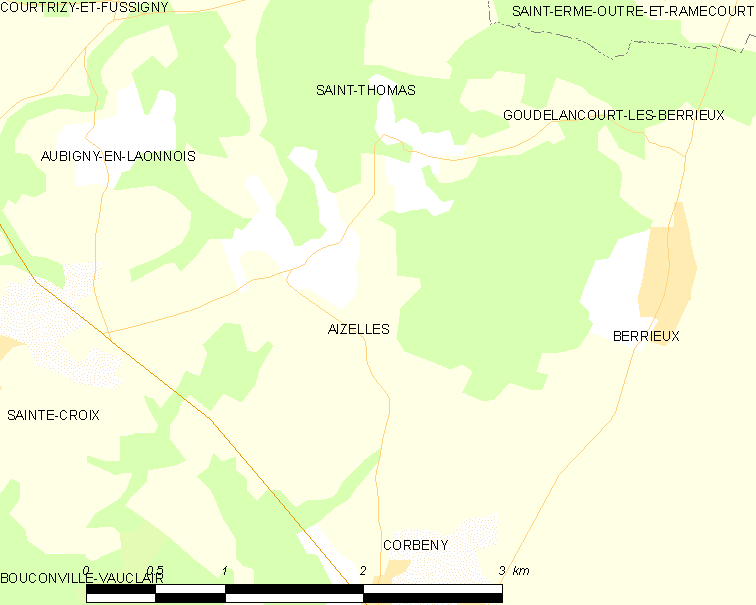
艾泽勒的OSM定位图

艾泽勒的时区为UTC+01:00、UTC+02:00（夏令时）。

## 行政
艾泽勒的邮政编码为02820，INSEE市镇编码为02007。

## 政治
艾泽勒所属的省级选区为埃纳河畔新城县。

## 人口

1962-2008年间艾泽勒人口变化图示

艾泽勒于2022年1月1日时的人口数量为119人。